# Chun In-gee
Chun In-gee, aussi connue sous le nom de In Gee Chun, née le 10 août 1994 à Gunsan, est une golfeuse professionnelle sud-coréenne évoluant sur le LPGA Tour depuis 2015, après des débuts sur les circuits coréen et japonais.
Chun a remporté trois majeurs de la LPGA : l'US Open 2015 (alors qu'elle n'était pas membre du LPGA Tour), The Evian Championship 2016 et le LPGA Championship 2022.
En 2015, elle gagne également quatre majeurs sur les circuits coréen et japonais, ce qui lui permet de devenir la première joueuse de l'histoire à remporter des tournois majeurs sur trois circuits différents la même saison. En 2016, elle représente son pays lors du tournoi olympique de Rio.

## Carrière professionnelle
Chun In-gee commence le golf à l'âge de 11 ans lorsque son père l'emmène taper la balle sur un practice avec l'un de ses amis. Les moqueries de l'ami de son père la pousse à frapper des balles pour montrer de quoi elle est capable. Après s'être entraîné toute une journée, elle commence à y trouver du plaisir. Passée professionnelle très jeune, à 17 ans, elle commence à encaisser les gains et aide ses parents, anciens restaurateurs qui ont dû fermer le restaurant deux ans auparavant à la suite de la blessure à la cheville de sa mère qui l'a rendu inapte au travail de chef cuisinier.
Douée en mathématiques, son quotient intellectuel est évalué à 138, elle étudie à la prestigieuse université de Corée. Chun In-gee joue sur le tour asiatique, enchaînant les succès. Elle est l'une des joueuses les plus populaires en Corée du Sud.
À 20 ans, pour sa première participation à l'US Open, elle remporte le tournoi majeur en enchaînent quatre birdies sur les sept derniers trous du tournoi. Souriante et positive, elle devient la quatrième joueuse à remporter l'US Open dès sa première participation et la première depuis Birdie Kim en 2005,. Après sa victoire, elle indique avoir été inspirée par des lucioles en rentrant au soir du troisième tour. Cette victoire lui offre une carte sur le LPGA, un chèque de 810 000 $ et une qualification automatique pour les dix prochaines éditions du tournoi. Malgré les sollicitations, elle attend la fin de la saison et de l'année scolaire 2015 pour s'engager à plein temps sur le circuit LPGA.
Au début de la saison 2016, Chun In-gee est victime d'un accident à l'aéroport de Singapour. Son père de la golfeuse Ha Na-jang fait tomber une valise du haut d'un escalator qui lui heurte le dos et l'écarte des parcours pendant plus d'un mois et trois tournois,. Aux Jeux olympiques en août, elle assiste au succès de sa compatriote Inbee Park termine à la treizième place,. En septembre, Chun remporte l'Evian Championship en battant le record du circuit féminin avec une carte de -21. Elle bat de deux coups la plus petite carte de l'histoire des tournois de Grand Chelem de golf féminine,,,,. Son succès s'inscrit dans la domination sud-coréenne du circuit mondial de golf féminin. Pour Lydia Ko, elle est « une incroyable ambassadrice pour le golf féminin »,.

## Résultats en tournois majeurs
| Tournoi            | 2014 | 2015 | 2016 | 2017 | 2018 |
| ------------------ | ---- | ---- | ---- | ---- | ---- |
| ANA Inspiration    |      | T41  | T2   | T14  | T30  |
| LPGA               |      | 1    | CUT  | T15  | T41  |
| US Open            |      |      | T30  | T54  | CUT  |
| Open britannique   |      | T31  | T8   | T43  | T28  |
| Evian Championship | T65  | CUT  | 1    | T18  | T16  |

### Citations originales
1. ↑  (en) « I think she's an amazing ambassador for the women's game ».